# Henry Holt (écrivain)
Pour les articles homonymes, voir Henry Holt et Holt.
Henry Holt (1879-1962) est un auteur britannique de roman policier.

## Biographie
Journaliste de causes criminelles à Londres, il amorce en parallèle une carrière littéraire en rédigeant, dès le début des années 1920, des nouvelles policières pour divers magazines. Il rencontre à cette époque et épouse Elaine Hamilton, qui publie elle aussi des récits criminels dans les mêmes publications, notamment The Yellow Magazine. 
Les époux décident de passer au roman au tournant des années 1930. Si son épouse cesse d'écrire à la fin de cette décennie, Henry Holt, à qui le succès sourit, persévère jusqu’à sa mort à raison d’un ou deux romans par année jusqu'à la fin de la Deuxième Guerre mondiale, puis de façon plus espacée jusqu'à sa mort.  
Le premier roman de Henry Holt, The Mayfair Mystery, paraît en 1929. Pour ce whodunit, genre auquel il se consacre exclusivement, Henry Holt crée l’inspecteur londonien Jim Silver du Criminal Investigation Department. Ce héros d'une quinzaine de titres est presque toujours assisté dans ses enquêtes par son ami, le reporter criminel Andy Collinson, qui occupe à l'occasion le devant de la scène.
Après la Deuxième Guerre mondiale, Holt remplace parfois Silver par le détective privé canadien Mike Logan. Âgé d’une trentaine d’années, Logan, qui a reçu le soutien financier de Andy Collinson pour ouvrir un bureau d'affaires, se révèle plus intrépide que Silver et permet à l’auteur d’insérer plus d’action dans ses récits classiques devenus surannés. Dans certains romans, Logan, Silver et Collinson travaillent en collaboration, mais le détective privé peut toujours compter sur l'aide de Dinah Macrae, sa charmante associée.
Henry Holt a longtemps résidé non loin de Monte-Carlo et a beaucoup voyagé en sillonnant l’Europe en voiture.

## Œuvre

### Romans

#### SérieInspecteur Jim Silver
- The Mayfair Mystery ou The Mayfair Murder (É.-U.) (1929) Publié en français sous le titre Le Mystère de Mayfair, Paris, R. Simon, Police-Secours, 1938
- The Midnight Mail (1931) Publié en français sous le titre Le Train de minuit, Paris, Plon, coll. Aventures no 20, 1932
- The Necklace of Death (1931) Publié en français sous le titre Le Pot de confiture, Paris, Paris, Librairie des Champs-Élysées, Le Masque no 203, 1936
- Murderer’s Luck (1932) Publié en français sous le titre "Aux Trois Corbeaux", Paris, Librairie des Champs-Élysées, Le Masque no 151, 1934
- The Wolf’s Claw ou The Wolf (É.-U.) (1932) Publié en français sous le titre Le Crime de Monte-Carlo, Paris, Librairie des Champs-Élysées, Le Masque no 133, 1933
- Gallows Grange ou Call Out the Flying Squad! (É.-U.) (1933) Publié en français sous le titre L'Inconnu de la grange, Paris, Librairie des Champs-Élysées, Le Masque no 231, 1937
- The Scarlet Messenger (1933) Publié en français sous le titre Le Message rouge, Paris, Librairie des Champs-Élysées, Le Masque no 193, 1935
- Calling All Cars ou The Sinister Shadow (É.-U.)  (1934) Publié en français sous le titre Scotland Yard aux abois, Paris, R. Simon, Police-Secours, 1937
- Murder at the Bookstall (1934) Publié en français sous le titre Le Rendez-vous de mort, Paris, R. Simon, Police-Secours, 1938
- Tiger of Mayfair (1935) Publié en français sous le titre Quatre Griffes, Paris, Librairie des Champs-Élysées, Le Masque no 257, 1938 ; réédition, Paris, Librairie des Champs-Élysées, Club des Masques no 237, 1975
- There Has Been a Murder (1936) Publié en français sous le titre Trois verres vides, traduction d'Emmanuel Rinon, Paris, R. Simon, Police-Secours, 1938, réédition dans une version abrégée sous le titre Une femme a été assassinée, traduction de Jean de la Tardoire, Paris, R. Simon, Police-Secours, 1941
- Calling Scotland Yard (1944) Publié en français sous le titre Allô ! Scotland Yard ?, Paris, Hachette, L'Énigme, 1951
- Motley and Murder (1945)
- Murder, My Sweet! (1950) Publié en français sous le titre Le Secret de Sonia, Paris, Librairie des Champs-Élysées, Le Masque no 472, 1954
- A Wreath for a Lady (1959), Mike Logan apparaît dans ce roman. Publié en français sous le titre Les Gars de Flanagan, Paris, Librairie des Champs-Élysées, Le Masque no 667, 1959 ; réédition sous le titre Requiem pour une dame, Paris, Librairie des Champs-Élysées, Club des Masques no 146, 1972

#### SérieMike Logan
- No Lilies (1947) Publié en français sous le titre La Planche qui craque, Paris, Librairie des Champs-Élysées, Le Masque no 453, 1953
- Don’t Shoot, Darling (1961), Jim Silver apparaît dans ce roman. Publié en français sous le titre Ne tirez pas, chérie, Paris, Librairie des Champs-Élysées, Le Masque no 740, 1961

#### Autres romans
- The Ace of Spades (1930) Publié en français sous le titre L'As de pique, Paris, Librairie des Champs-Élysées, Le Masque no 213, 1936 ; réédition, Paris, Librairie des Champs-Élysées, Club des Masques no 258, 1975
- Unknown Terror (1935) Publié en français sous le titre Monsieur X..., Paris, Librairie des Champs-Élysées, Le Masque no 247, 1938
- Wanted for Murder (1938) Publié en français sous le titre Traqué par la police, Paris, Librairie des Champs-Élysées, Le Masque no 300, 1940
- The Whispering Man (1938) Publié en français sous le titre Le Matelot, Paris, Librairie des Champs-Élysées, Le Masque no 287, 1939
- The Mystery of the Smiling Doll (1939) Publié en français sous le titre Le Mystère de la poupée souriante, Paris, Diderot, 1939
- Murder of a Film Star (1940)
- The Man Who Forgot (1943) Publié en français sous le titre L'Homme qui avait oublié, Paris, Diderot, 1946
- No Medals for Murder (1954)
- Mink and Murder (1958) Publié en français sous le titre Qui a tué Jennifer ?, Paris, Librairie des Champs-Élysées, Le Masque no 604, 1958

### Nouvelles

#### Recueils de nouvelles
- Where There Aren’t No Ten Commandments (1926)
- Daughters of Jezebel (1927)

#### Nouvelles isolées
- On the Road to the Mandalay (1921)
- The Mystic Swab (1921)
- Pilot Jack and the Kitten (1921)
- The Lizard (1921)
- Other Intentions (1921)
- The Girl from Granalda (1921)
- The Devil Cat’s Debt (1922)
- Cheese (1922)
- Peggy (1922)
- Feathers (1922)
- The Crucible (1922)
- The Devil Cat’s Pirate (1923)
- The Crimson Monkey (1923)
- ’Awkins’s Corner (1924)
- The Luck of Chris Silver (1924)
- The Gambler (1924)
- A Son of Jezebel (1924)
- The Snake God (1924)
- In the Heart of Africa (1924)
- The Breaking of the Dam (1925)
- Grit of the Sea (1925)
- Beached (1925)
- The Creeping Shadow (1925)
- On Jeweled Altars (1925)
- Meg of the Limelight (1925)
- On the Plinth (1925)
- The Stowaway (1926)
- The Shot (1926)
- Jezebel at the Gate (1927)
- A Woman Like That (1927)
- The Little Wild Rose of Montmartre (1927)
- The World Without Them (1927)
- Queenie of Limehouse (1929)
- Murder in Flat 13 (1935)
- The Murdered Dancing Girl Mystery (1935)

## Sources
- Jacques Baudou et Jean-Jacques Schleret, Le Vrai Visage du Masque, vol. 1, Paris, Futuropolis, 1984, 476 p. (OCLC 311506692), p. 436-437.
- Anne Martinetti, "Le Masque" : histoire d'une collection, Amiens, Encrage, coll. « Références » (no 3), 1997, 143 p. (ISBN 978-2-906389-82-3), p. 97-98.
- Claude Mesplède (dir.), Dictionnaire des littératures policières, vol. 2 : J - Z, Nantes, Joseph K, coll. « Temps noir », 2007, 1086 p. (ISBN 978-2-910686-45-1, OCLC 315873361), p. 920-921.